# 성남시민회관
성남시민회관은 경기도 성남시 수정구 수정로171번길 10에 있는 문화 예술 공연장이다. 34년 동안 성남 시민의 희로애락을 함께 해 왔던 성남시민회관은 지난 2015년 5월 철거 발표 이후 하반기에 철거되고, 그 자리에는 성남시의료원과 시민회관이 재건축 형태로 신축된다.